# 楊仲瓊
楊仲瓊（1486年—？年），字子石，號邛徠，四川嘉定州洪雅縣人，軍籍，治《易經》，明朝政治人物。

## 生平
四川鄉試第六十九名舉人。正德十六年（1521年）中式辛巳科會試第二百二十四名，登第三甲第八十三名進士。嘉靖五年任德安府同知。

## 家族
曾祖楊政；祖父楊以剛，曾任壽官；父楊傑，母龔氏。